# São Vicente (Abrantes)
São Vicente fue una freguesia portuguesa del municipio de Abrantes, con 38,64 km² de área e 10 698 habitantes (2001). Densidad: 276,8 hab/km².

## Geografía
Larga y estrecha, la freguesia de São Vicente incluía la mitad norte de la ciudad de Abrantes y el área rural que era relativamente vasta, se ubicaba al norte de esta. Tenía como vecinos los municipio de Sardoal, al noreste, y las freguesias de Carvalhal al norte, Alferrarede al este, São João al sureste, São Miguel do Rio Torto al sur, Tramagal a sudoeste, Rio de Moinhos y Aldeia do Mato al oeste y Souto al noroeste. Estaba situada en la ribera del margen derecho del río Tajo a lo largo de dos límites con São Miguel do Rio Torto y Tramagal.

## Historia
Fue suprimida el 28 de enero de 2013 en aplicación de una resolución de la Asamblea de la República portuguesa promulgada el 16 de enero de 2013 al unirse con las freguesias de São João (Abrantes) y Alferrarede, formando la nueva freguesia de Abrantes (São Vicente e São João) e Alferrarede.

## Patrimonio
- Pórtico de la Iglesia de Convento da Esperança (teatro velho) y el petio (antiguo claustro) des las três cisternas que se encuentra cercano
- Iglesia de San Vicente / Igreja de São Vicente
- Ruinas del Convento de Santo António, en Quinta da Arca, y el acueducto
- Casa na Rua do Marquês de Pombal, 1
- Casa na Rua do Actor Taborda, 54
- Ermita de Santa Ana/ Ermida de Santa Ana
- Casa na Rua de D. Miguel de Almeida, 23
- Casa na Rua do Paço Real (D. JoãoIV), 43 - Palácio Almada
- Casa na Travessa do Pacheco, 6
- Casa na Rua do Actor Taborda, 18
- Casa na Rua do Actor Taborda, 40
- Casa na Rua da Boga, 10 e 12 (Condes de Abrantes)
- Casa na Rua da Boga, 42 (Condes de Abrantes)
- Casa na Rua José Estêvão, 35
- Casa na Rua José Estêvão, 3
- Casa na Rua José Estêvão, 28
- Casa na Rua José Estêvão, 47
- Casa na Rua da Feira, 8 (Dr. Oliveira)
- Nichos Padrões
- Ermita de San Lorenzo / Ermida de São Lourenço
- Hospital da Misericórdia de Abrantes
- Igreja da Misericórdia de Abrantes
- Casa da Câmara Municipal de Abrantes
- Casa na Rua do Actor Taborda, 56
- Casa na Rua do Actor Taborda, 20
- Casa na Rua do Actor Taborda, 42
- Casa na Rua da Boga, 44 (condes de Abrantes)
- Casa na Rua José Estêvão, 37
- Casa na Rua José Estêvão, 3-A
- Casa na Rua José Estêvão, 30
- Casa na Rua José Estêvão, 49
- Casa na Travessa do Pacheco, 8
- Cine-Teatro São Pedro